# Championnat de Nouvelle-Calédonie de football 2003-2004
Navigation
Édition précédente Édition suivante
La saison 2003-2004 du Championnat de Nouvelle-Calédonie de football est la huitième édition du championnat de première division en Nouvelle-Calédonie. Les trois meilleures équipes de Grande Terre et le champion des îles s'affrontent en phase finale pour déterminer le champion de Nouvelle-Calédonie.
C'est l'AS Magenta, tenant du titre, qui remporte à nouveau la compétition cette saison après avoir battu l'AS Mont-Dore lors de la finale. C'est le second titre de champion de Nouvelle-Calédonie de l'histoire du club, qui réalisé même le doublé en s'imposant face à l’AS Mont-Dore en finale de la Coupe de Nouvelle-Calédonie.

## Les clubs participants (Grande Terre)
- AS Mont-Dore
- AS Auteuil
- ACB Poya
- Gaïtcha FCN - Promu de D2
- Olympique de Nouméa
- AS Poum
- ASLN Kouaoua - Promu de D2
- JS Baco
- US Calédonienne
- AS Magenta

## Compétition
Le classement est établi sur le barème de points suivant : victoire à 4 points, match nul à 2, défaite à 1.

### Division d'Honneur (Grande Terre)
| Rang | Équipe              | Pts | J  | G  | N | P  | Bp | Bc | Diff |
| ---- | ------------------- | --- | -- | -- | - | -- | -- | -- | ---- |
| 1    | AS Magenta'T'C      | 73  | 18 | 15 | 1 | 2  | 67 | 26 | +41  |
| 2    | AS Mont-Dore        | 59  | 18 | 13 | 2 | 3  | 33 | 13 | +20  |
| 3    | JS Baco             | 55  | 18 | 12 | 1 | 5  | 43 | 28 | +15  |
| 4    | AS Poum             | 53  | 18 | 11 | 2 | 5  | 42 | 35 | +7   |
| 5    | Gaïtcha FCNP        | 45  | 18 | 8  | 3 | 7  | 31 | 38 | -7   |
| 6    | AS Auteuil          | 37  | 18 | 5  | 4 | 9  | 37 | 45 | -8   |
| 7    | ACB Poya            | 35  | 18 | 5  | 2 | 11 | 35 | 35 | 0    |
| 8    | US Calédonienne     | 32  | 18 | 3  | 5 | 10 | 28 | 36 | -8   |
| 9    | ASLN KouaouaP       | 32  | 18 | 4  | 2 | 12 | 25 | 51 | -26  |
| 10   | Olympique de Nouméa | 26  | 18 | 2  | 2 | 14 | 27 | 61 | -34  |

|  | Qualification pour la phase finale                                                                |
|  | Relégation directe en Promotion d'Honneur                                                         |
|  | T : Tenant du titre C : Vainqueur de la Coupe de Nouvelle-Calédonie P : Club promu en Super Ligue |

### Phase finale
Les trois clubs de Grande Terre retrouvent la JS Traput, le champion inter-îles.

#### Demi-finales
| Équipe 1   | Résultat | Équipe 2     | Aller | Retour |
| ---------- | -------- | ------------ | ----- | ------ |
| AS Magenta | 6 - 4    | JS Baco      | 5 - 2 | 1 - 2  |
| JS Traput  | 1 - 6    | AS Mont-Dore | 1 - 2 | 0 - 4  |

#### Finale
| 10 avril 2004 | AS Magenta                        | 3 - 1 | AS Mont-Dore | Stade Numa-Daly, Nouméa |  |
|               | Wajoka 1re · Hmaé 34e · Kaqéa 52e |       | 20e Diaiké   |                         |  |

## Bilan de la saison
| Championnat de Nouvelle-Calédonie de football 2003-2004 |                       |
| Champion                                                | AS Magenta (2e titre) |
| Coupes et trophées                                      |                       |
| Vainqueur de la Coupe de Nouvelle-Calédonie 2003-2004   | AS Magenta            |
| Qualifications continentales                            |                       |
| Coupe des champions d'Océanie 2005                      | AS Magenta            |
| Promotions et relégations                               |                       |
| Promus en Super Ligue                                   | RS Koumac             |
| Promus en Super Ligue                                   | CS Saint-Louis        |
| Relégués en Promotion d'Honneur                         | Olympique de Nouméa   |